# イバン・バルベロ
イバン・マルティネス・ゴンサルベス（Iván Martínez Gonzálvez）ことイバン・バルベロ（Iván Barbero、1998年8月17日 - ）は、スペイン・アンダルシア州ロケタス・デ・マル出身のサッカー選手。プリメイラ・リーガ・FCアロウカ所属。ポジションはFW。

## クラブ経歴
ユース時代は地元アンダルシア州のアマチュアクラブを転々とし、2016年にUDアルメリアのカンテラに入団した。2017年にはアルメリアのBチームでプレーし始めるが、トップチーム昇格は叶わずに同年夏にCAオサスナのBチームへと移籍した。
2019年12月19日、コパ・デル・レイのCFロルカ・デポルティーバ戦にてプロデビューを果たした 。その後は定期的にトップチームのベンチ入りを経験するも出番は増加せず、2020年冬にUDアルメリア、2020-2021シーズンはADアルコルコンと下位リーグへのレンタル移籍を繰り返した。
2023年7月21日、デポルティーボ・ラ・コルーニャに2年契約で移籍した.。
2025年7月16日、FCアロウカに2年契約で移籍した。